# Aeropuerto de Miyako
El Aeropuerto de Miyako (en japonés 宮古空港 Miyako Kūkō) (IATA: MMY, OACI: ROMY) es un aeropuerto en Miyakojima (Isla de Miyako) en Miyakojima, Okinawa, Japón.

## Historia
El aeropuerto se inauguró en 1943 como base aérea de la Armada Imperial Japonesa. Las operaciones civiles comenzaron en 1956. El servicio de aviones a reacción comenzó en 1978 utilizandoBoeing 737.

## Aerolíneas y destinos
- All Nippon Airways (Okinawa)
- Japan Airlines
  - Japan Transocean Air (Ishigaki, Okinawa, Osaka-Itami, Tokio-Haneda)
  - Ryukyu Air Commuter (Ishigaki, Tarama)